# Children of the Corn V: Fields of Terror
Colheita Maldita 5 (no original em inglês, Children of the Corn V: Fields of Terror é o quinto filme da série Children of the Corn. É também o terceiro filme Colheita Maldita lançado por Dimension Films e Miramax Films.  O líder nesse longa, Ezekiel, é possuído por "Aquele que anda por detrás das fileiras."

## Enredo
Um grupo de adolescentes se perde no meio dos Estados Unidos e chega a Gatlin, Nebrasca, onde crianças esquecidas tomaram por obrigação servir "àquele que anda por detrás das fileiras". Os adolescentes têm menos de uma semana para saírem da cidade, todavia eles descobrem que seu carro está destruído e as crianças são incontáveis. Alison, a líder dos adolescentes, escuta que as crianças são adotadas por Lucas Enright, um homem  louco que se considera o salvador daquelas crianças, e o representante na Terra daquele que anda por detrás das fileiras. Ao lembrar que seu irmão está entre eles, Alison e o resto decidem ir à fazenda de Enright para descobrir a verdade sobre aquele culto bizarro.
Ao chegarem, eles são parados por Ezekiel, o qual poderia ser considerado o líder das crianças, e ele os informa que eles estão em propriedade privada e devem sair.Após um debate, Alison finalmente tem permissão para ver Luke. Ele a informa que seu irmão está lá, e concorda em deixá-la vê-lo, apenas para ser rejeitada por ele por tê-lo deixado só com seu pai abusivo. Jacob informa a ela que ele está prestes a se casar com uma garota chamada Lily, e diz que ela está grávida de um filho seu. Kir, uma das adolescentes, eventualmente se torna parte do culto ao ler uma passagem da "Bíblia" deles.
Ezekiel celebra uma cerimônia de sacrifício anual para Aquele que anda por detrás das fileiras, que envolve uma criança que atingiu a idade de 18 anos, que deve pular em um silo de milho flamejante onde se supões que o deus mora. Jacob é escolhido, mas ele recusa e diz a Ezekial que sua religião é falsa, deixando-o irritado. depois da sua saída, Kir decide tomar o caminho fatal, e escala o silo e pula para uma morte flamejante. O resto do grupo deseja sair da cidade, mas Alison se recusa a sair sem Jacob. Eles a deixam, e ela eventualmente lê a mensagem que Jacob deixou para ela na "Bíblia". A mensagem é traduzida como "Socorro", e ela percebe que ele deseja sair dali. Ela conta com os serviços do xerife para interromper Luke e Ezekiel.
Greg, que desenvolveu uma queda por Alison, decide voltar e ajudá-la e o resto também acaba voltando. Alison, com a ajuda do xerife e do corpo de bombeiros, tenta parar o silo e prender Luke. Enquanto tentam extinguir o silo, as chamas se tornam vivas e matam os dois bombeiros e Luke mata o xerife e,aparentemente, suicida-se, após sua cabeça se partir e chamas passarem por ela. Ezekial revela que Luke esteve morto por anos, e que ele é o verdadeiro líder das crianças. Após matar duas das crianças loucas, Alison encontra seus amigos, e uma batalha externa emerge entre eles e as crianças, terminando com as mortes de todos, exceto Alison. Alison eventualmente encontra seu irmão (capturado por Ezekiel por desobedecê-lo), e antes de morrer ele a conta como parar o deus do milho. Ezekial tenta matar Alison mas, após um grande esforço, ela consegue mandá-lo para uma morte violenta e flamejante no silo. Ela, então, deposita fertilizante no silo, matando o deus do milho em múltiplas explosões.
Alison, então, deixa a cidade com Lily, esposa de Jacob, e elas cuidam do seu bebê juntas, incertas do seu futuro.

## Elenco
- Stacy Galina como Allison Becker
- Alexis Arquette como Greg
- Eva Mendes como Kir
- Adam Wylie como Ezekial
- Greg Vaughan como Tyrus
- Ahmet Zappa como Lazlo
- David Carradine como Luke Enright
- Olivia Burnette como Lily

## Ligações Externas
- Children of the Corn V: Fields of Terror. no IMDb.
- Fields Of Terror at the Maiden Rock Apple Orchard